# Nižná Olšava
Nižná Olšava (bis 1948 slowakisch „Nižná Oľšava“; ungarisch Alsóolsva – bis 1888 Alsóolcsva) ist eine Gemeinde im Nordosten der Slowakei mit 431 Einwohnern (Stand 31. Dezember 2024), die zum Okres Stropkov, einem Kreis des Prešovský kraj gehört.

## Geographie

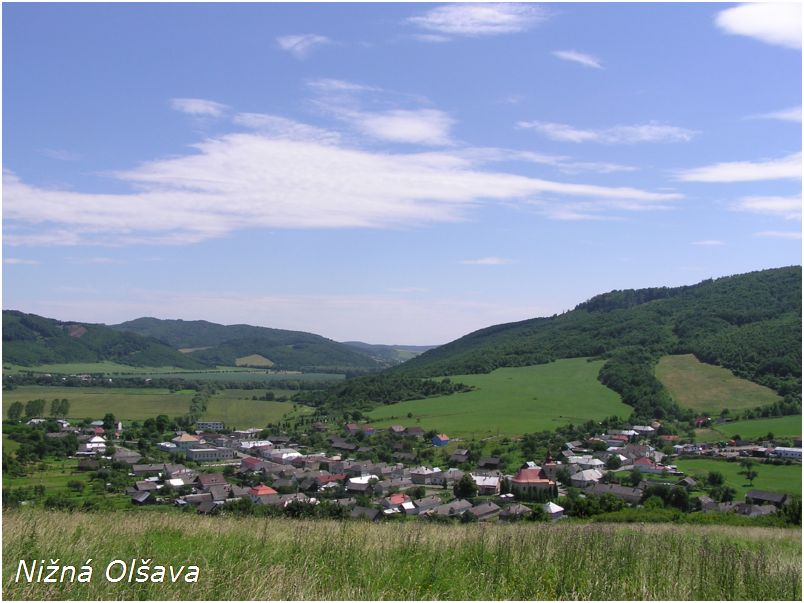
Nižná Olšava

Die Gemeinde befindet sich in den Niederen Beskiden im Bergland Ondavská vrchovina, im Tal des Flüsschens Olšavka im Einzugsgebiet der Ondava. Das Ortszentrum liegt auf einer Höhe von 191 m n.m. und ist acht Kilometer von Stropkov entfernt.
Nachbargemeinden sind Šandal im Norden, Breznica im Nordosten, Miňovce im Osten und Südosten, Lomné im Süden, Kručov im Südwesten und Vyšná Olšava im Westen und Nordwesten.

## Geschichte

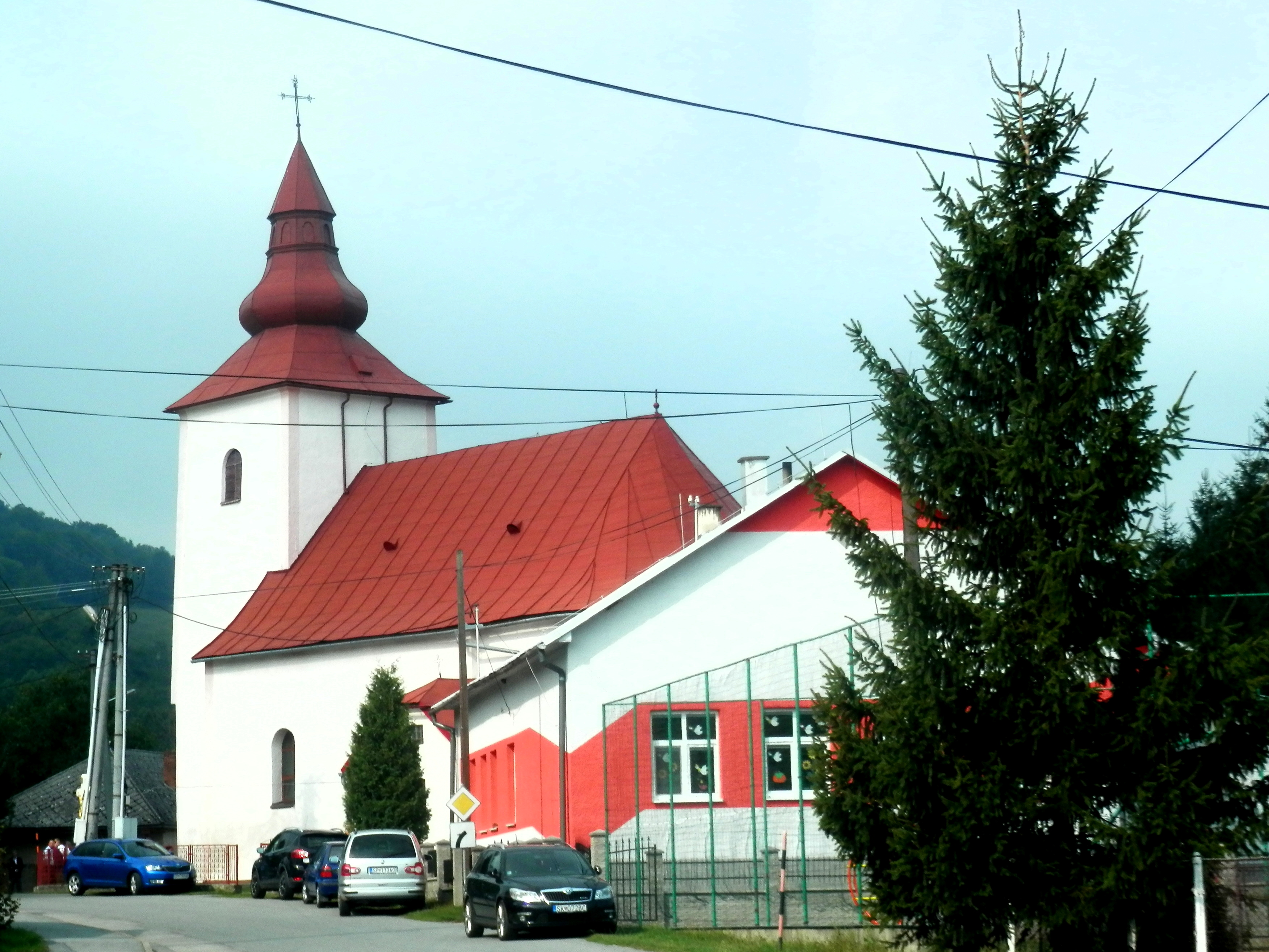
Kirche in Nižná Olšava

Nižná Olšava wurde zum ersten Mal 1390 als Elsua schriftlich erwähnt, weitere historische Bezeichnungen sind unter anderen Inferior Olsua (1391), Alsoilswa (1410) und Nižní Olssawy (1808). Das Dorf tauchte 1391 in einem Streit zwischen den Geschlechtern Cudar und Rozgonyi auf. Später lag es in der Herrschaft der Burg Čičava, im 17. Jahrhundert war es Besitz der Familie Barkóczy, gefolgt von den Familien Dessewffy im 18. und Grustyinszky im 19. Jahrhundert.
1493 waren drei von acht Ansiedlungen bewohnt. 1715 gab es 14 verlassene und acht bewohnte Haushalte. 1787 hatte die Ortschaft 49 Häuser und 311 Einwohner, 1828 zählte man 62 Häuser und 489 Einwohner, die als Landwirte und Waldarbeiter beschäftigt waren, dazu gab es je eine Brennerei und Säge in Nižná Olšava.
Bis 1918 gehörte der im Komitat Semplin liegende Ort zum Königreich Ungarn und kam danach zur Tschechoslowakei beziehungsweise heute Slowakei. In der Zeit der ersten tschechoslowakischen Republik wanderten im verstärkten Maße Einwohner aus. Während des Zweiten Weltkriegs wurde der Ort wegen Partisanenunterstützung von NS-deutschen Truppen in Brand gesetzt. Nach dem Zweiten Weltkrieg pendelte ein Teil der Einwohner zur Arbeit nach Stropkov, Svidník und Košice, die örtliche Einheitliche landwirtschaftliche Genossenschaft (Abk. JRD) wurde im Jahr 1957 gegründet.

## Bevölkerung
| Jahr                | 1994 | 2004    | 2014    | 2024    |
| ------------------- | ---- | ------- | ------- | ------- |
| Anzahl der Personen | 387  | 397     | 429     | 431     |
| Unterschied         |      | +2,58 % | +8,06 % | +0,46 % |

| Jahr                | 2023 | 2024    |
| ------------------- | ---- | ------- |
| Anzahl der Personen | 425  | 431     |
| Unterschied         |      | +1,41 % |

Nach der Volkszählung 2011 wohnten in Nižná Olšava 409 Einwohner, davon 397 Slowaken, jeweils drei Russinen und Tschechen sowie jeweils ein Rom und Ukrainer. Vier Einwohner machten keine Angabe zur Ethnie.
281 Einwohner bekannten sich zur römisch-katholischen Kirche, 66 Einwohner zur griechisch-katholischen Kirche und fünf Einwohner zur orthodoxen Kirche. Fünf Einwohner bekannten sich zu einer anderen Konfession, 43 Einwohner waren konfessionslos und bei neun Einwohnern wurde die Konfession nicht ermittelt.

## Bauwerke und Denkmäler
- römisch-katholische Kirche Unbefleckte Empfängnis Mariä aus dem frühen 19. Jahrhundert[6]

## Verkehr
Durch Nižná Olšava führt die Cesta III. triedy 3574 („Straße 3. Ordnung“) von einer Kreuzung mit der Cesta I. triedy 15 („Straße 1. Ordnung“) zwischen Breznica und Miňovce nach Vyšná Olšava.